# Андрюшок, Николай Васильевич
Никола́й Васи́льевич Андрюшо́к (Андрушок) (10 сентября 1926 — 4 сентября 1956) — участник Великой Отечественной войны, наводчик орудия 1995-го зенитного артиллерийского полка 68-й зенитной артиллерийской дивизии 4-й танковой армии 1-го Украинского фронта, Герой Советского Союза (10.04.1945), сержант.

## Биография
Родился в 10 сентября 1926 года в селе Стаханово ныне Черниговского района Черниговской области Украины в крестьянской семье. Украинец. Окончил 7 классов. Работал в колхозе.
В Красной армии с 1943 года. В действующей армии с мая 1944 года.

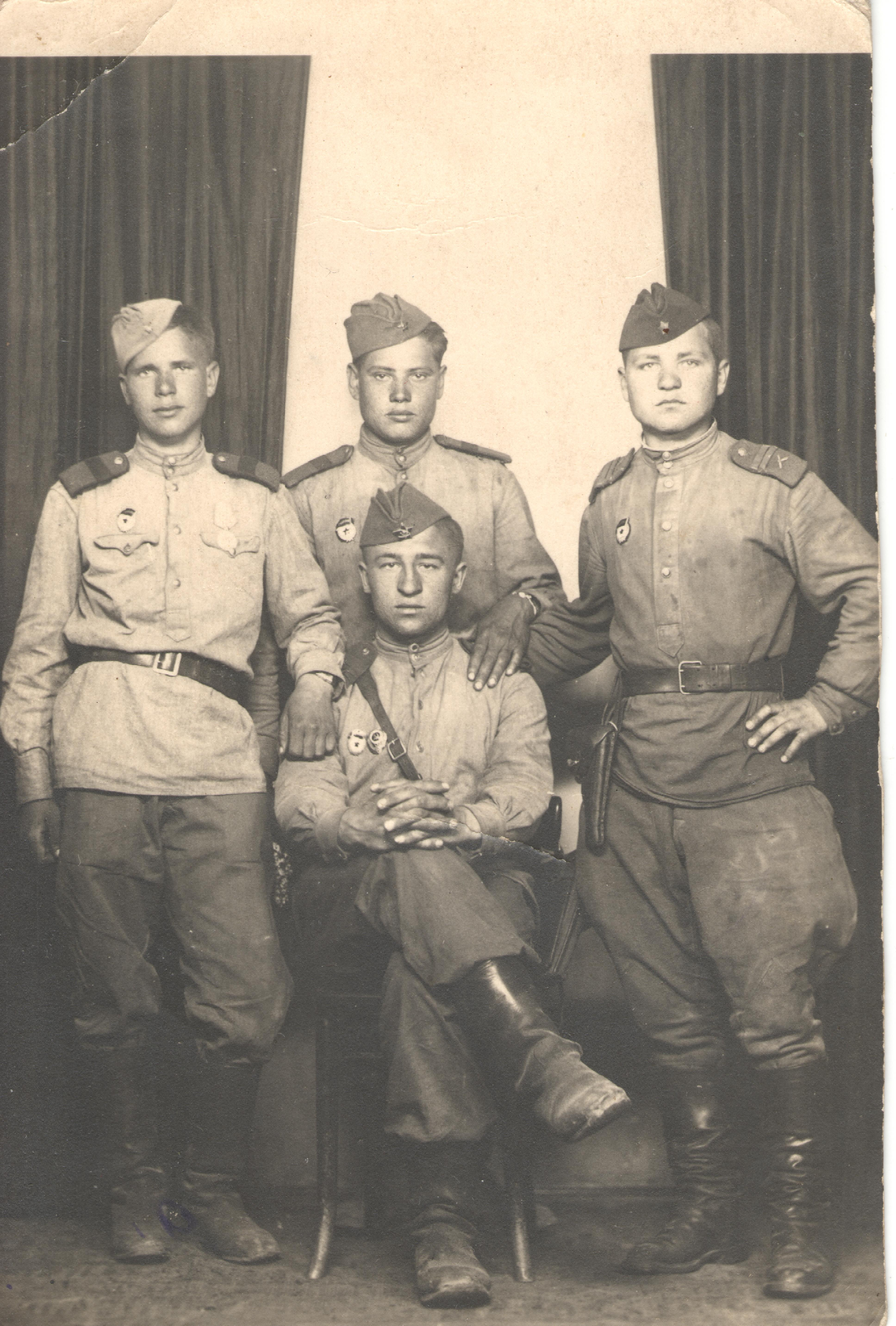
В Чехословакии

Наводчик орудия 1995-го зенитного артиллерийского полка (68-я зенитная артиллерийская дивизия, 4-я танковая армия, 1-й Украинский фронт) комсомолец сержант Николай Андрюшок особо отличился в боях на территории Польши.
В районе населённого пункта Пословице, расположенного в шести километрах юго-западнее польского города Кёльце, 15 января 1945 года батарея подверглась атаке двух пехотных батальонов с танками. Используя зенитную пушку для стрельбы по наземным целям, бесстрашный артиллерист лично уничтожил танк и много гитлеровцев. А спустя несколько дней гвардии сержантом Николаем Андрушком был сбит «Фокке-Вульф», пикировавший на позиции батареи. Это был четвёртый самолёт на счету отважного зенитчика.
Указом Президиума Верховного Совета СССР от 10 апреля 1945 года за образцовое выполнение боевых заданий командования на фронте борьбы с немецко-фашистским захватчиками и проявленные при этом мужество и героизм гвардии сержанту Андрюшку Николаю Васильевичу присвоено звание Героя Советского Союза с вручением ордена Ленина (№ 38912) и медали «Золотая Звезда» (№ 6011).
В звании гвардии старшего сержанта Николай Андрюшок участвовал во взятии Берлина.

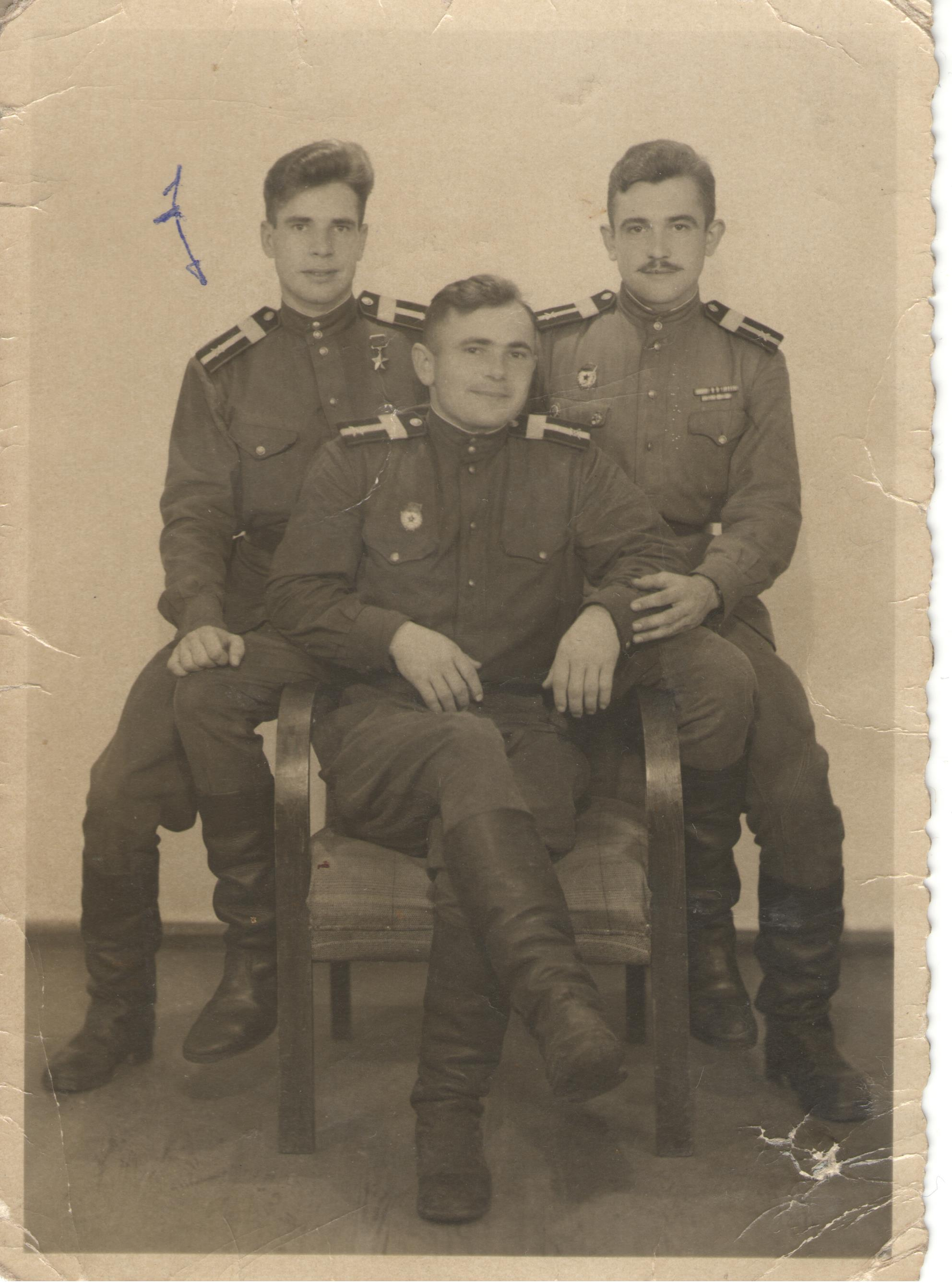
В милиции

После войны Н. В. Андрюшок жил в селе Песчаное, ныне в черте города Старобельска Луганской области Украины. Член ВКП(б) с 1946 года. С 1950 года жил в городе Жданове (с 1989 года — Мариуполь). Окончил шофёрские курсы, работал в городском отделе Государственной автоинспекции (ГАИ) в звании лейтенанта, затем старшего лейтенанта. Скончался 4 сентября 1956 года.

## Награды
- Медаль «Золотая Звезда» Героя Советского Союза (№ 6011)
- Орден Ленина (№ 38912)
- Крест Храбрых (№ 115209)
- Красного знамени
- Красной звезды
- Медали:
- Медаль «За отвагу»
- «За освобождение Праги»
- «За взятие Берлина»
- «За победу над Германией в ВОВ 1941-1945 гг.» (Я № 0187312)

## Память
- Похоронен на Центральном городском кладбище в Мариуполе.
- В Санкт-Петербурге в Военно-историческом музее артиллерии, инженерных войск и войск связи на вечном хранении находится 37-миллиметровая автоматическая зенитная пушка, в расчёте которой Герой сражался.
- Его имя носила пионерская дружина Карячевской школы Старобельского района Луганской области.
- На здании школы № 2 в городе Старобельске установлена мемориальная доска.